# Sofien-Palast Prag

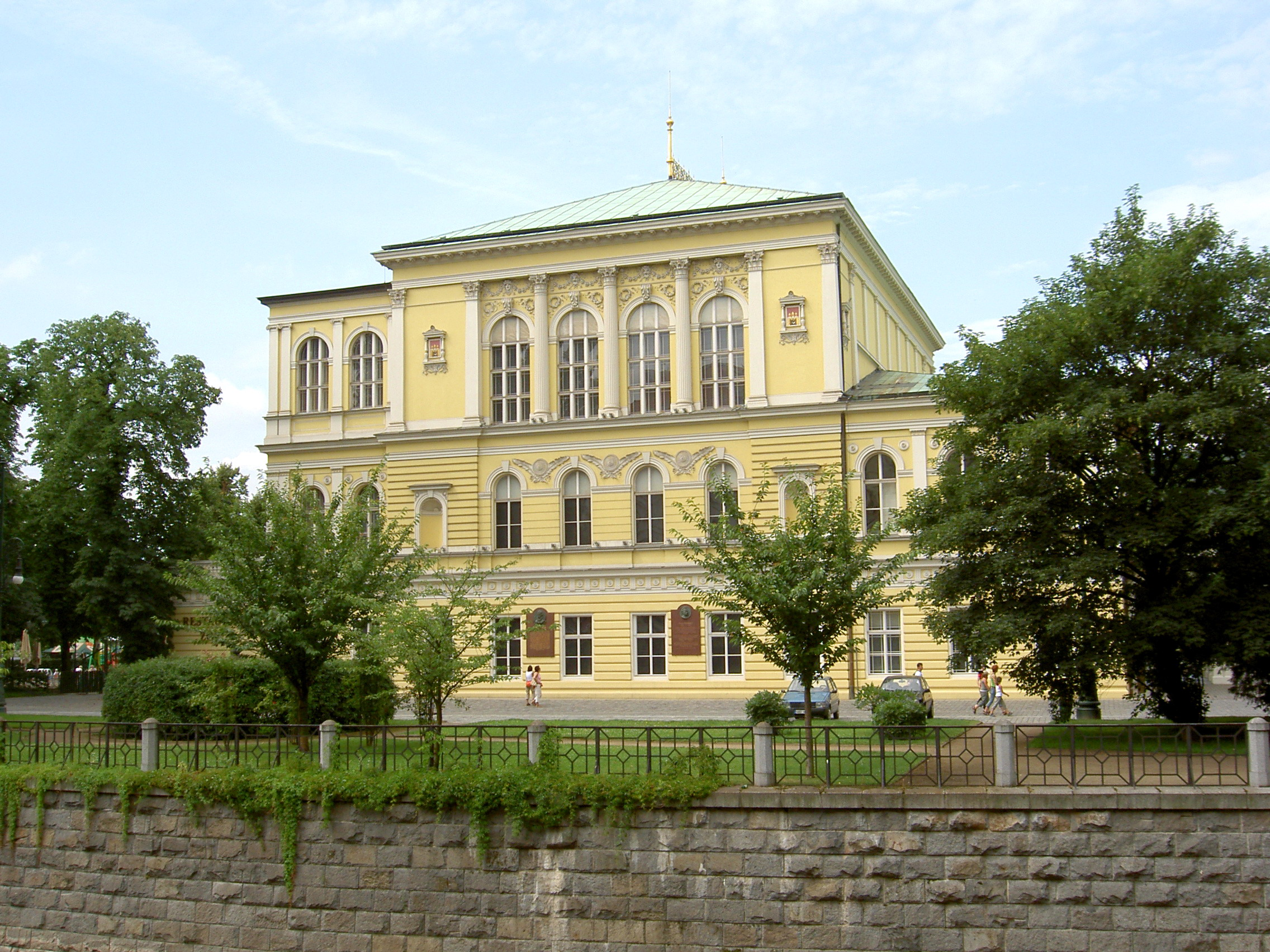
Sofien-Palast Prag

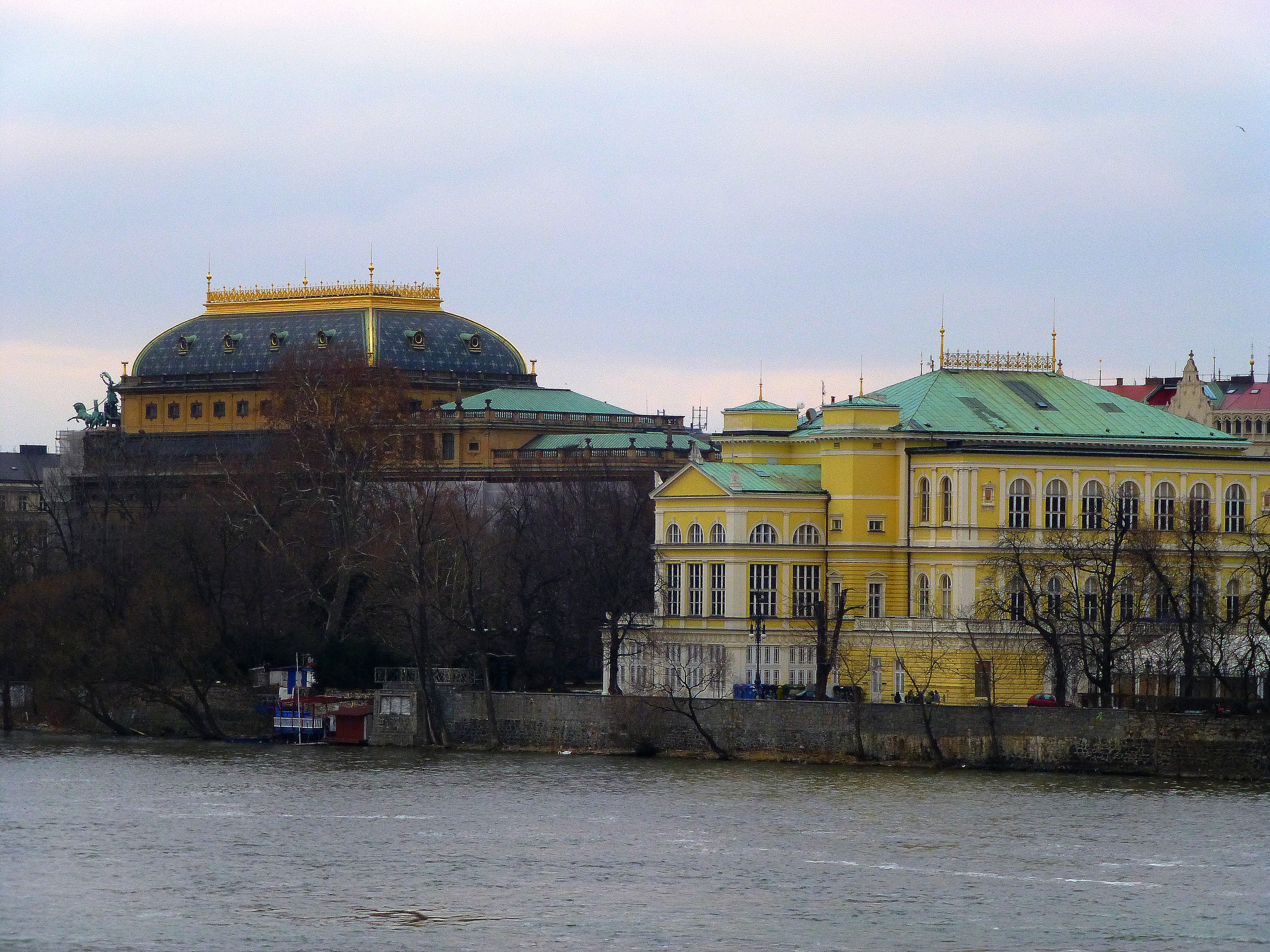
Nationaltheater und Sofien-Palast

Der Sofien-Palast Prag (tschechisch Žofín [ˈʒofiːn]) ist ein Neorenaissance-Gebäude in Prag in der Tschechischen Republik. Es ist ein Kulturzentrum, ein Veranstaltungsort für Konzerte, Bälle, Konferenzen und Ausstellungen. Das Gebäude liegt auf der Slovanský ostrov (Slawischen Insel), einer Insel in der Moldau in der Prager Neustadt, in der Nähe des Nationaltheater Prag.

## Geschichte

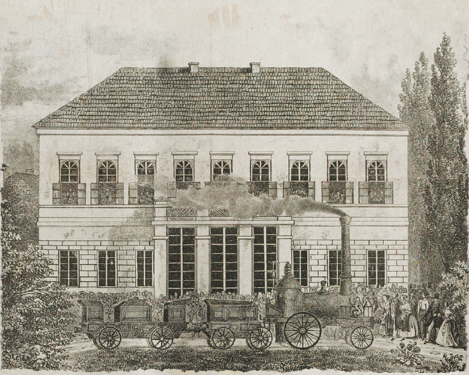
Erster Sofien-Palast (1837)

Die Insel in der Moldau entstand im 18. Jahrhundert. Durch Überschwemmungen im Jahr 1784 beschädigt, wurde sie mit einer Mauer geschützt und mit Bäumen bepflanzt. Im Jahr 1830 wurde die Insel, die damals als Barvířský ostrov (Färberinsel) bekannt war, vom Müller Václav Novotný gekauft. In den Jahren 1836 bis 1837 schuf er hier einen ersten klassizistischen Bau, dieser wurde nach Prinzessin Sophie (tschechisch Žofie), der Mutter des österreichischen Kaisers Franz Joseph I., benannt. Das einstöckige Gebäude verfügte über einen Konzertsaal und einen Gesellschaftssaal und wurde 1837 mit einem Ball eröffnet. Hier fand 1848 der Prager Slawenkongress statt. Zum Gedenken an dieses Ereignis wurde die Insel 1925 in Slovanský ostrov umbenannt.

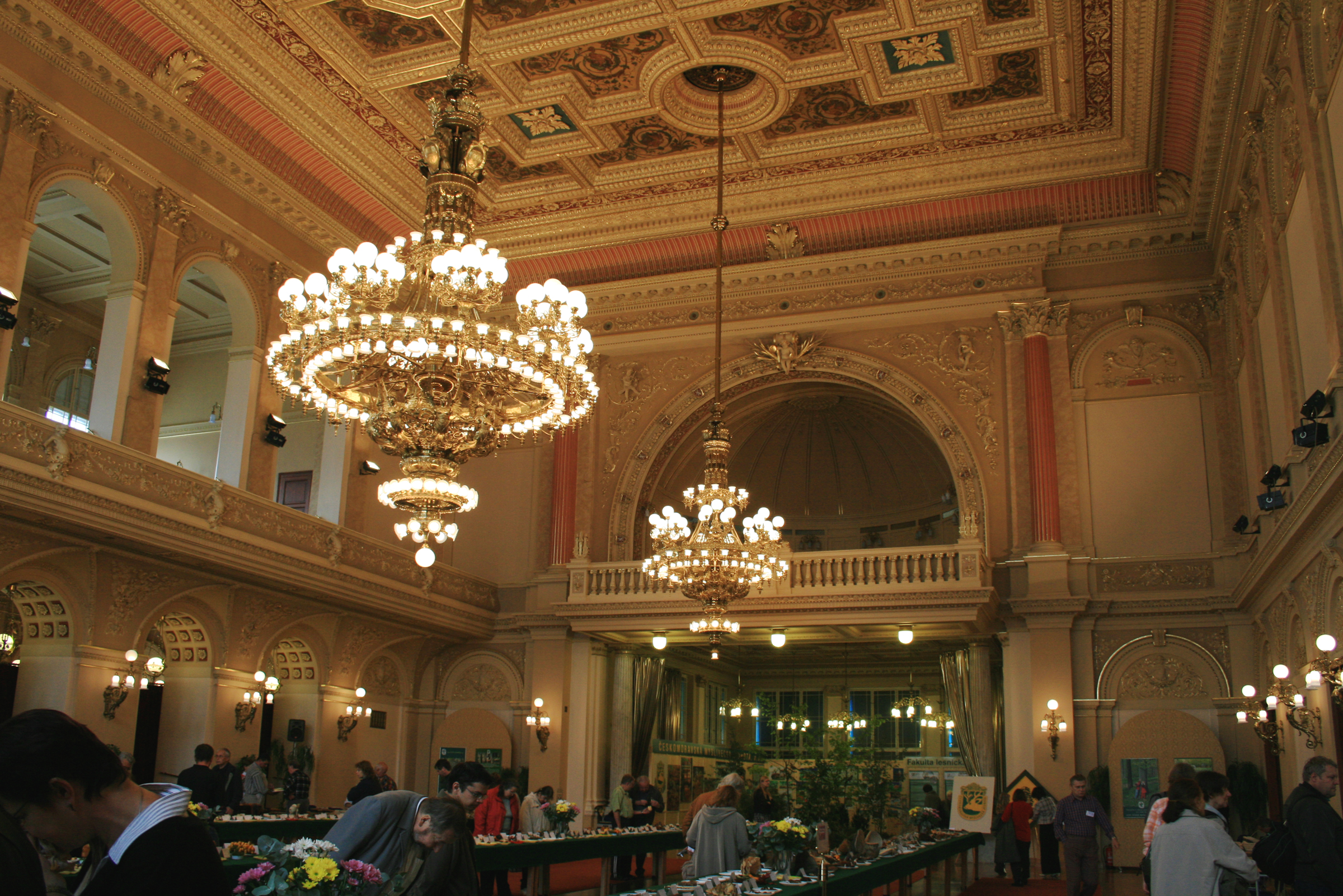
Sofien-Palast, Festsaal

Im Jahr 1884 erwarb die Stadt Prag die Insel, einschließlich des Palastes, der 1885 bis 1887 durch den Architekten Jindrich Fialka als zweistöckiges Gebäude umgebaut wurde. Das Äußere und Innere wurde 1991 bis 1994 renoviert. Zugleich ergänzte man das Bauwerk um ein Gartenrestaurant und einen Musikpavillon.
Seit 2005 ist dieser Palast jährlicher Austragungsort des Forum 2000.

## Musikalische Darbietungen
Antonín Dvořák gab hier 1878 sein erstes Konzert. Berlioz, Liszt, Tschaikowsky und Wagner traten in Konzerten ebenfalls in diesem Gebäude auf. Má vlast, ein Zyklus von sechs symphonischen Dichtungen von Bedřich Smetana, wurde am 5. November 1882 hier uraufgeführt.